# Malato de calcio
El malato de calcio es una sal cálcica del ácido málico. La industria alimentaria emplea esta substancia como un regulador de acidez en ciertos alimentos, en este caso suele codificarse como E 352(ii) de la familia de los reguladores de acidez de los malatos.

## Propiedades
Es una sal de aspecto blanco muy soluble en agua. La composición de esta sal presenta una mayor solubilidad que el citrato de calcio.

## Usos
En la industria alimentaria se suele emplear como un regulador de la acidez de ciertos alimentos como pueden ser lácteos: quesos, cremas, etc. Se emplea en algunos casos como un suplemento dietético que proporciona calcio.